# 冷休克
冷休克反应是生物突然遇冷的生理反应，特别是冷水。
人类的冷休克反应可能发生于浸入非常冷的水中时，例如掉到薄冰下的水里。寒冷的直接冲击造成非自主性吸入，如果在水中就会导致溺水。由于血管剧烈收缩，可以引起心脏病的发作，此时心脏必须更努力地将血液泵入身体各处。对于心脏病患者而言，额外的心脏负担可能会导致心脏病的发作。非自主性吸入水（并因此而溺水）可能是过度换气的结果，不过仍有一些人能通过身体和心理的调节在非常寒冷的水中游泳。
暴露在冷水中并造成体温下降并不像人们想象的那么突然。人落入冷水中后，如果不溺水而死，至少能够存活30分钟。而进行必要的行动的能力（比如自救）在十分钟后大幅下降，因为身体会保护性的切断“非必须”的肌肉供血。

## 生理反应
會出現呼吸速度加快和心跳加速血壓上升的生理反應，導致暂时呼吸困难。

## 预防
通过生理调节可以减少冷休克反应，其中部分人天生更适合在寒冷水中游泳。适应方式有：
1. 身体脂肪绝缘层覆盖四肢和躯干而不超重[1]。
2. 能够忍受浸在冷水中而没有非自主性休克或精神恐慌[1]。
3. 抵御颤栗的能力[1]。
4. 提高新陈代谢的能力，并且在某些情况下，血液温度略高于正常水平。
5. 相对晚的中心和周边体温的下降（包括进入无意识）。

通过这些方式，冬季游泳运动员可以避免一开始就发生冷休克的情况，并且在长时间的冷水暴露下存活。然而，人体并不适合长时间处在冷水中。维持血液温度（通过游泳或调节代谢反应）的斗争会在30分钟以内变得疲劳。

## 微生物的冷休克
微生物的细胞遇到环境温度急剧下降时，可被诱导许多基因表达，同时触发冷休克反应（cold shock response）。生成的冷休克蛋白包括促旋酶、核酸酶和核糖体结合蛋白，它们能直接或间接与DNA、RNA及核糖体相互作用，从而减少大分子合成。由冷激诱导的蛋白质在细胞内能增加可混溶的溶质产生，从而有助于细胞质中分散冰的形成。当环境温度接近冰点时，这一催化的冰晶格对细胞成分（如膜）的损伤比非晶型冰要小。